# Consejo de Comisarios del Pueblo de la Unión Soviética
El Consejo de Comisarios del Pueblo de la Unión Soviética, también conocido como Sovnarkom (SNK), (en ruso: Совет народных комиссаров СССР, translit. Soviet naródnyj kommissárov SSSR) fue la institución de gobierno de la Unión de Repúblicas Socialistas Soviéticas entre 1923 y 1946. 
Estaba conformado por varios comisariados del pueblo, que dirigieron un papel fundamental en el desarrollo de la URSS. Su sede era el Kremlin de Moscú, en la capital de la Unión Soviética.  
En marzo de 1946, el Sovnarkom de la URSS se transformó en Consejo de Ministros, siendo adoptada dicha denominación también por los Sovnarkom de las Repúblicas de la URSS.

## Historia
La creación del Consejo de Comisarios del Pueblo de la Unión Soviética estuvo estipulada por el Tratado de Creación de la URSS, donde se empleó por primera vez el término Sovnarkom. El tratado lo estipuló como el órgano ejecutivo de la URSS, compuesto originalmente por el presidente, los vicepresidentes y 10 comisarios del pueblo.
Para la creación del Consejo de Comisarios del Pueblo de toda la Unión, se utilizó como base el Sovnarkom de la RSFS de Rusia, el cual fue creado el 27 de octubre (9 de noviembre) de 1917 por decreto del Congreso Panruso de los Sóviets, cinco años antes de la fundación de la URSS. Este organismo, presidido por Vladímir Lenin, se constituyó como el primer gabinete de la Rusia Soviética, y después de la fundación de la Unión Soviética, se encargó de coordinar las actividades de las repúblicas constituyentes.   
El 17 de julio de 1923, el Consejo de Comisarios del Pueblo de la URSS notificó al Comité Ejecutivo Central sobre el inicio en el cumplimiento de sus tareas que le habían sido asignadas. En la Constitución de 1924, el Consejo de Comisarios del Pueblo fue definido como el órgano ejecutivo y administrativo del Comité Ejecutivo Central. Con la adopción de la Constitución de 1936, recibió un nombre alternativo -Gobierno de la Unión Soviética- y adquirió el estatus de máximo órgano ejecutivo de toda la Unión Soviética.
Durante la Gran Guerra Patria, las actividades de los comisarios del pueblo se subordinaron al Comité de Defensa del Estado, un órgano gubernamental de emergencia bajo la dirección de Iósif Stalin (presidente del Sovnarkom), que fue creado temporalmente durante la guerra, y que tenía un pleno poder.
El 15 de marzo de 1946, el Consejo de Comisarios del Pueblo se transformó en el Consejo de Ministros. La ley sobre la transformación del organismo estatal también significó el nombre de Comisariados del Pueblo (Sovnarkom) a Consejos de Ministros (Sovmin) de las repúblicas constituyentes. Ese mismo día, el Consejo de Comisarios del Pueblo anunció su disolución ante el Sóviet Supremo, y 4 días después, se creó el Consejo de Ministros. El 25 de febrero de 1947, se realizaron las reformas correspondientes a la Constitución de la Unión Soviética.

## Potestades
El Consejo de Comisarios del Pueblo, dentro de la base de su Reglamento y de sus derechos, tenía las siguientes facultades:
- Emisión de decretos y resoluciones vinculantes en todo el territorio de la URSS;
- Consideración en sus reuniones de los decretos y resoluciones presentados tanto por los comisariados individuales del pueblo de la URSS como por el Comité Ejecutivo Central de las repúblicas de la Unión y sus presídiums;
- Desarrollo de reglamentos sobre los comisariados del pueblo, que entró en vigor después de la aprobación del Comité Ejecutivo Central de la URSS;
- Nombramiento de miembros de colegios  - órganos consultivos y administrativos dependientes de los comisariados del pueblo de la URSS;
- Cancelación de órdenes de comisarías de personas individuales de la URSS;
- Unificación y dirección del trabajo de los comisariados del pueblo de todos los sindicatos y los sindicatos republicanos;
- Tomar medidas para implementar el plan económico nacional y el presupuesto estatal;
- Fortalecer el sistema monetario;
- Garantizar el orden público;
- Implementación de la dirección general en el campo de las relaciones exteriores con estados extranjeros.

El Consejo de Comisarios del Pueblo no tenía autoridad para nombrar y destituir a los comisarios del pueblo ni a sus adjuntos, miembros de los colegios de los comisarios del pueblo aliados, así como a los jefes de una serie de organismos subordinados al Consejo de Comisarios del Pueblo. Este derecho pertenecía al Comité Ejecutivo Central y, desde 1936, al Presídium del Sóviet Supremo, que utilizó este derecho entre las sesiones del Sóviet Supremo de la Unión Soviética con la posterior presentación para su aprobación por el Sóviet Supremo. Sin embargo, al presidente del Consejo de Comisarios del Pueblo de la URSS se le otorgó el derecho de seleccionar y presentar candidatos para su aprobación.

### Relación con los Consejos de Comisarios del Pueblo de las Repúblicas
Cada república constituyente y república autónoma tenía sus propios gobiernos - consejos de comisarios del pueblo regionales- los cuales también eran formados por el Comité Ejecutivo Central (desde 1938, el Sóviet Supremo) de república o república autónoma correspondiente. Los gobiernos locales no estaban legalmente subordinados directamente al Consejo de Comisarios del Pueblo de la URSS, pero estaban obligados a guiarse por sus decretos y resoluciones para llevar a cabo sus actividades. Al mismo tiempo, los Comisariados del Pueblo locales dentro de los Consejos de Comisarios del Pueblo de las repúblicas tenían una doble subordinación: estaban subordinados simultáneamente tanto al Consejo de Comisarios del Pueblo de la República de la Unión, dentro del cual fueron creados, como a la Unión correspondiente, cuyas órdenes e instrucciones debían ser guiadas en sus actividades. A diferencia de los comisariados del pueblo de la Unión, los comisariados del pueblo republicano estaban subordinados únicamente al consejo de comisarios del pueblo de su república correspondiente.

## Primer Consejo de Comisarios del Pueblo
El primer Consejo de Comisarios del Pueblo, elegido por el II Congreso de los Sóviets de la Unión Soviética el 6 de julio de 1923, estaba compuesto por:
| Comisario del Pueblo                    | Cargo               |
| --------------------------------------- | ------------------- |
| Presidente                              | Vladímir Lenin      |
| Vicepresidentes                         | Lev Kámenev         |
| Vicepresidentes                         | Alekséi Rýkov       |
| Vicepresidentes                         | Aleksandr Tsiurupa  |
| Vicepresidentes                         | Vlas Chubar         |
| Vicepresidentes                         | Sergó Ordzhonikidze |
| Vicepresidentes                         | Mamia Orajelashvili |
| Asuntos Exteriores                      | Gueorgui Chicherin  |
| Asuntos Militares y Navales             | Lev Trotski         |
| Comercio Exterior                       | Leonid Krasin       |
| Ferrocarriles                           | Féliks Dzerzhinski  |
| Correos y Telégrafos                    | Iván Smirnov        |
| Consejo Supremo de Economía Nacional    | Alekséi Rýkov       |
| Alimentos                               | Nikolái Briujánov   |
| Trabajo                                 | Vasili Schmidt      |
| Finanzas                                | Grigori Sokólnikov  |
| Inspección de Trabajadores y Campesinos | Valerián Kúibyshev  |